# Ропство
Ропство је однос међу људима, групама људи или народима темељен на економској, правној, моралној, идејној, политичкој или верској зависности и покорности. У свом ужем смислу представља формалну институцију крајње зависности једног од стране другог човека који је темељ друштвеног система званог робовласништво. Особа која је роб нема никаква права, односно представља власништво другог човека или групе - господара. Она је присиљена да обавља рад и друге услуге за свог господара, а за то није овлаштена примити никакву накнаду (иако из практичних разлога може очекивати најосновнију храну и преноћиште). Господар има пуно право да располаже с робом како хоће, укључујући телесне казне, сакаћење, па и убиство. Ропство је данас забрањено међународним конвенцијама, иако се у одређеним облицима практикује. Уз ропство се везује појам присилни рад, али не у случају када је присилни рад последица обвеза које прописује и регулише држава као што је случај с војном обавезом, осудом за казнена дела и сл. Ропство такође ваља разликовати од неких других односа личне зависности као што су кметство или уговорно ропство.
Ропство је званично илегално у свим земљама, али се процењује да још увек око 20 до 36 милиона људи живе као робови широм света. Мауританија је била задња надлежност да званично прогласи ропство незаконским (у 1981/2007), мада се процењује да 10% до 20% њеног становништва још увек живи у ропству.
Ропство је постојало пре писане историје и постојало је у многим културама. Већина робова у данашње време су дужнички робови, углавном у јужној Азији, који су под дужничком наметом зеленаша, понекад и током више генерација. Трговина људима се примарно користи за присиљавање жена и деце на рад у секс индустрији.
Мауританија је била последња земља на свету која је званично забранила ропство, 1981. године, са правним гоњењем робовласника успостављеним 2007. године. Међутим, 2019. године, око 40 милиона људи, од којих су 26% била деца, и даље је било поробљено широм света упркос томе што је ропство било нелегално. У савременом свету, више од 50% робова обавља принудни рад, обично у фабрикама и радионицама приватног сектора привреде једне земље. У индустријализованим земљама трговина људима је модерна врста ропства; у неиндустријализованим земљама, дужничко ропство је уобичајен облик поробљавања, као што су поробљене кућне слуге, људи у присилним браковима и деца војници.

## Терминологија
Енглеска реч slave долази од старофранцуске sclave, од средњовековне латинске речи sclavus, од византијско грчке σκλάβος, која заправо потиче од речи етнонима Slav, пошто су у раним средњовековним ратовима многи Словени заробљени и поробљени. Једна старија теорије повезује ту реч са грчким глаголом skyleúo - скинути закланог непријатеља.
Реч за ословљавање робова се такође користи за изражавање опште зависности од неког. У многим случајевима, као на пример у античкој Персији, могуће је да су ситуација и животи таквих робова били бољи него код обичних грађана.

### Традиционално ропство
Покретно имовинско ропство, или традиционално ропство, се тако назива јер се људи третирају као лична имовина власника и купују се и продају као роба. Мада је било доминантно у многим друштвима у прошлости, ова форма ропства је формално укинута и врло је ретка данас. Чак и када се може рећи да је преживела, она није подржана од стране правног система било које међународно признате владе.
Као друштвена институција, „чател” ропство класификује робове као покретне ствари (личну имовину) у власништву поробитеља; као стока, могу се купити и продати по вољи. Робно ропство је историјски био нормалан облик ропства и практиковано је у местима као што су Римско царство и класична Грчка, где се сматрало кључним каменом друштва. Остала места на којима се интензивно практиковало укључују средњовековни Египат, подсахарску Африку, Бразил, Сједињене Државе и делове Кариба као што су Куба и Хаити. Ирокези су поробили друге на начине који су „личили на ропство покретних ствари“.
Почевши од 18. века, серија аболиционистичких покрета видела је ропство као кршење права робова као људи („сви људи су створени једнаки“) и настојали су да га укину. Аболиционизам је наишао на екстреман отпор, али је на крају био успешан. Неколико држава Сједињених Држава почело је укидање ропства током Америчког рата за независност. Француска револуција је покушала да укине ропство 1794, али до трајног укидања није дошло до 1848. У већем делу Британске империје ропство је било подложно укидању 1833, широм Сједињених Држава укинуто је 1865, а на Куби 1886. Последња држава у Америци која је укинула ропство био је Бразил, 1888. године.
Ропство је најдуже опстало на Блиском истоку. Након што је трансатлантска трговина робљем потиснута, древна транссахарска трговина робљем, трговина робљем у Индијском океану и трговина робљем на Црвеном мору наставили су да кријумчаре робове са афричког континента на Блиски исток. Током 20. века, питањем ропства као личне својине бавила су се и глобално истраживала међународна тела која су основали Лига народа и Уједињене нације, као што су Привремена комисија за ропство 1924–1926, Комитет експерата за ропство 1932. и Саветодавни комитет стручњака за ропство 1934–1939. У време Ад хок комитета УН за ропство 1950–1951, легално ропство као лична својина још је постојало само на Арабијском полуострву: у Оману, у Катару, у Саудијској Арабији, у договорном Оману и у Јемену. Законско ропство као лична својина је коначно укинуто на Арапском полуострву током 1960-их: Саудијска Арабија и Јемен 1962, у Дубају 1963, и Оману као последњем 1970.
Последња земља која је укинула ропство, Мауританија, учинила је то 1981. Забрана ропства из 1981. није примењивана у пракси, пошто није било законских механизама за кривично гоњење оних који су користили робове, они су дошли тек 2007. године.

### Дужнички рад
Залога, иначе позната као зајемчински рад или дужничко ропство је један облик неслободног рада при коме се особа залаже себе због кредита. Услуге које су потребне за отплату дуга, и њихово трајање, могу да буду недефинисане. Дужничко ропство може да буде пренето са генерације на генерацију, при чему се од деце захтева да отплате дугове њихових родитеља. Ово је најраспрострањенија форма ропства у данашње време. Дужничко ропство је најзаступљеније у јужној Азији. Новчани брак се односи на брак у коме се девојка обично удаје за мушкарца да би измирила дугове својих родитеља. Чукри систем је систем дужничког ропства који се налази у деловима Бенгала где се жена може приморати на проституцију како би отплатила дугове.

### Зависна лица
Реч ропство се такође користи да се односи на правно стање зависности од неког другог. На пример, у Персији би ситуације и животи таквих робова могли бити бољи од оних обичних грађана.

### Принудни рад
Принудни рад, или неслободни рад, означава облик ропства у коме је особа принуђена да ради против своје воље, под претњом насиља или другог вида казне. мада се у општем случају термин неслободни рад такође користи за описивање поседничког ропства, као и било које друге ситуације у којој је особа принуђена да ради против своје воље и кад је њена способност продуктивног рада у потпуности под контролом друге особе. Тиме такође могу да буду обухваћене институције које се обично не класификују као ропство, као што су кметство, регрутација и казнени рад. Док неки неслободни радници, попут кметова имају знатна, de jure правна и/или традиционална права, они немају могућност прекидања аранжмана под којима раде, и често су изложени разним облицима принуде, као што су претње и насиље, и њихове активности и кретање ван радног места су ограничени.
Трговина људима, пре свега, обухвата жене и децу који су приморани на проституцију. и то је најбрже растућа форма присилног рада. Тајланд, Камбоџа, Индија, Бразил и Мексико су идентификовани као водећа жаришта комерцијалне сексуалне експлоатације деце.

#### Деца војници и дечији рад
У 2007. години, Хјуман рајтс воч је проценио да је 200.000 до 300.000 деце служило као војници у тадашњим сукобима. Више девојака млађих од 16 година ради као кућне раднице него у било којој другој категорији дечијег рада, које родитељи који живе у руралном сиромаштву често шаљу у градове, као што је случај са хаићанским реставецима.

### Принудни брак
Принудни брак се може сматрати формом ропства једног или више учесника у браку, као и људи који посматрају брак. Од људи присиљених на брак се може захтевати да узму учешћа у сексуалним активностима или обављању кућних послова или другог рада, без икакве личне контроле. Обичаји цене невесте и мираза који постоје у многим деловима света могу да доведу до куповине и продаје људи у брак. Принудни брак се и даље практикује у појединим деловима света, укључујући неке делове Азије и Африке. Принудни бракови се исто тако могу јавити у имигрантским заједницама у Европи, Сједињеним Државама, Канади и Аустралији. Брак путем отмице се јавља у многим местима света у данашње време. Етиопија има национални просек од 69% бракова путем отмице.
Међународна организација рада дефинише дечије и присилне бракове као форме модерног ропства.

### Друге употребе термина
Реч ропство се често користи као пежоратив да опише било коју активност у којој је неко приморан у извршавање. Неки тврде да војни рокови и други облици принудног државног рада представљају „ропство којим управља држава“. Неки либертаријанци и анархо-капиталисти посматрају владино опорезивање као облик ропства.
Поједини заговорници антипсихијатрије су користили „ропство“ да дефинишу неволонтерске психијатријске пацијенте, тврдећи да не постоје непристрасни физички тестови за менталне болести, а ипак психијатријски пацијент мора да поштује наредбе психијатра. Они тврде да уместо ланаца за контролу роба, психијатар користи лекове да контролише ум. Драпетоманија је била псеудонаучна психијатријска дијагноза за роба који је желео слободу; „симптоми“ су укључивали лењост и склоност бекству из заточеништва.
Неки заговорници права животиња применили су термин ропство на стање неких или свих животиња у људском власништву, тврдећи да је њихов статус упоредив са статусом људских робова.
Тржиште рада, како је институционализовано у савременим капиталистичким системима, критиковано је од стране мејнстрим социјалиста и анархосиндикалиста, који користе термин најамно ропство као пежоратив или дисфемизам за најамни рад. Социјалисти повлаче паралеле између трговине радом као робом и ропства. Познато је и да је Цицерон предложио такве паралеле.

## Карактеристике

### Економија
Економисти су моделовали околности под којима се ропство (и варијанте као што је кметство) појављују и нестају. Један теоријски модел је да ропство постаје пожељније за земљопоседнике где има земље у изобиљу, али је радна снага недовољно доступна, тако да је рента смањена, а плаћени радници могу захтевати високе плате. Ако важи супротно, онда је земљопоседницима скупље да чувају робове него да запошљавају плаћене раднике који могу захтевати само ниске плате због степена конкуренције. Дакле, прво ропство, а потом и кметство постепено су се смањивали у Европи како је популација расла. Они су поново уведени у Америци и Русији пошто су велике површине земље са мало становника постале доступне.
Ропство је чешће када су задаци релативно једноставни и стога их је лако надгледати, као што су монокултуре великих размера као што су шећерна трска и памук, у којима је производња зависила од економије обима. Ово омогућава системима рада, као што је групни систем у Сједињеним Државама, да постану проминентни на великим плантажама где су се пољски радници радили са фабричком прецизношћу. Затим, свака радна група је била заснована на унутрашњој подели рада која је сваког члана групе додељивала задатку и чинила учинак сваког радника зависним од поступака других. Робови су исецали коров који је окруживао биљке памука, као и вишак клица. Плужне групе су следиле за њима, мешајући земљу у близини биљака и бацајући је назад око биљака. Тако је групни систем функционисао као монтажна трака.
Од 18. века, критичари су тврдили да ропство омета технолошки напредак јер је фокус на повећању броја робова који обављају једноставне задатке, а не на унапређењу њихове ефикасности. На пример, понекад се тврди да, због овог уског фокуса, технологија у Грчкој – и касније у Риму – није примењена да би се олакшао физички рад или побољшала производња.
Шкотски економиста Адам Смит изјавио је да је слободни рад економски бољи од робовског рада, и да је готово немогуће окончати ропство у слободном, демократском или републиканском облику власти, јер су многи од његових законодаваца или политичких личности били робовласници и не би кажњавали сами себе. Даље је изјавио да би робови имали боље шансе да стекну своју слободу под централизованом владом, или централном влашћу попут краља или цркве. Слични аргументи појавили су се касније у делима Огиста Конта, посебно имајући у виду Смитово веровање у поделу власти, или оно што је Конт назвао „раздвајањем духовног и временског“ током средњег века и краја ропства, и Смитову критику господара, прошлих и садашњих. Као што је Смит рекао у Предавањима о јуриспруденцији, „Велика моћ свештенства која се тако слагала са краљевом пустила је робове на слободу. Али било је апсолутно неопходно да ауторитет краља и свештенства буде велики. Где год је неко од њих желео, ропство се и даље настављало...”
Чак и након што је ропство постало кривично дело, робовласници су могли добити високе приносе. Према истраживачу Сидарту Кари, профит остварен широм света од свих облика ропства у 2007. износио је 91,2 милијарде долара. То је било друго после трговине дрогом, у смислу глобалних криминалних подухвата. У то време, просечна пондерисана глобална продајна цена роба процењена је на приближно 340 долара, са највишом од 1,895 долара за просечног сексуалног роба жртве трговине, а најнижом од 40 до 50 долара за робове дужничког ропства у делу Азије и Африке. Пондерисани просечни годишњи профит роба у 2007. износио је 3.175 долара, са најнижим нивоом од 950 долара за дужнички рад и 29.210 долара за продавану сексуалну робињу. Отприлике 40% профита робова сваке године су генерисали сексуални робови којима се тргује, што представља нешто више од 4% од 29 милиона робова у свету.

### Идентификација
Широко распрострањена пракса било је жигосање, било да се робови експлицитно означавају као власништво или као казна.

## Дефиниције
Ропство у правном смислу је илегално и недопустиво у скоро свим друштвима данашњице, а државе у којима је законом дозвољено, тешко да се могу наћи.
Ако на њега гледамо не као на правну категорију већ као на уврежену праксу, ситуација је нешто другачија.
Међународна организација рада (енгл. International Labor Organization - ILO) дефинише принудни рад као „сваки рад или услугу било које особе под претњом какве казне а за коју се особа није добровољно пријавила“, са изузецима: војне службе, осуђеника, ванредног стања и одслуживања казне кроз друштвено корисни рад.

## Постанак и развој
Робовско друштвено уређење почиње распадом првобитне заједнице, на пријелазу из четвртог у трећи миленијум п. н. е, а завршава настанком феудализма у петом веку. У раздобљу које је трајало готово 4 000 година настале су велике промене у људском друштву, тако да се ни данашњи односи међу људима не могу разумети без познавања робовласништва. Настајању овог друштва претходиле су промене у првобитној заједници. Појединци се почињу издвајати те се почиње производити више него је потребно за голи опстанак. Човек почиње да искориштава другог човека. Појединци не морају ни да раде, ни да производе, али учествују у расподели добара. Нема више избора поглавара, већ то постаје наследно право. Породице почињу да живе на тешком раду робова који немају никаква права и даје им се тек колико је потребно за живот. У античким временима, ропство је свој врхунац достигло у грчком свету и Римском царству. Робови су израђивали највећи део производа, а паралелно су радили и у кући и на земљи. Нису имали готово никаква права, мада су неки стекли слободу па чак и висок друштвени положај.

## Правни аспекти

### Приватни наспрам државних робова
Робови су били у приватном власништву појединаца, али су такође били у државном власништву. На пример, kisaeng су биле жене из нижих каста у предмодерној Кореји, које су биле у власништву државе под владиним званичницима познатим као hojang и од њих се захтевало да пружају забаву аристократији. Током 2020-их, у Северној Кореји, Kippumjo („Бригаде задовољства“) чине жене изабране из опште популације да служе као забављачи и као конкубине владарима Северне Кореје. „Данак рада“ је обавезан рад за државу и коришћен је у разним итерацијама као што су кулук, мита и репартимијенто. Интернацијски логори тоталитарних режима као што су нацисти и Совјетски Савез придавали су све велики значај радној снази у тим логорима, што је довело до растуће тенденције међу историчарима да такве системе означавају као ропство.
Комбинација ових укључује енкомијенда у којој је шпанска круна давала приватницима право на бесплатан рад одређеног броја домородаца у датој области. У „Систему црвене гуме“ Слободне државе Конго и француске владавине Убанги-Шари, рад је био тражен као порез; приватним компанијама су уступљена подручја у оквиру којих им је било дозвољено да користе било какве мере за повећање производње гуме. Изнајмљивање осуђеника било је уобичајено у јужним Сједињеним Државама где је држава давала затворенике у закуп за њихов бесплатни рад компанијама.

### Законска права
У зависности од ере и земље, робови су понекад имали ограничен скуп законских права. На пример, у провинцији Њујорк, људи који су намерно убијали робове били су кажњиви према статуту из 1686. године. Као што је већ поменуто, одређена законска права везана су за ноби у Кореји, за робове у разним афричким друштвима и за црне робиње у француској колонији Луизијана. Давање законских права робовима понекад је било питање морала, али понекад и питање личног интереса. На пример, у древној Атини, заштита робова од малтретирања истовремено је штитила људе који би се могли погрешно сматрати робовима, а давање робовима ограничених имовинских права је подстицало робове да раде више како би стекли више имовине. У јужним Сједињеним Државама пре искорењивања ропства 1865. године, правни трактат о проропству наводи да су робови оптужени за злочине обично имали законско право на адвоката, слободу од двоструког судског прогона, право на суђење пред поротом у тежим случајевима и право до оптужнице велике пороте, али су им недостајала многа друга права, као што је могућност одраслих белаца да контролишу своје животе.

## Историја ропства
Ропство је претходило писаним записима и постојало је у многим културама. Ропство је ретко међу популацијама ловаца и сакупљача јер захтева економске вишкове и значајну густину становништва. Дакле, иако је постојало међу необично ресурсима-богатим ловцима сакупљачима, као што су амерички Индијанци у рекама богатим лососом на северозападној обали Пацифика, ропство је постало широко распрострањено тек проналаском пољопривреде током неолитске револуције пре око 11.000 година. Ропство се практиковало у скоро свакој древној цивилизацији. Такве институције су укључивале дужничко ропство, кажњавање за злочине, поробљавање ратних заробљеника, напуштање деце и поробљавање потомака робова.
Најранији извор у коме се помиње ропство је Хамурабијев законик (Месопотамија, око 1800. п. н. е.) из кога се види да је већ тада било широко распрострањено и прихваћено. Историја ропства у античком свету је блиско повезана са ратовањем. Извори из Месопотамије, Египта, Израела, античке Грчке, старог Рима, Персије, Кине, цивилизација Маја, Астека и Индије обилују поменом ропства у ратном контексту. Ратни заробљеници су најчешће завршавали као робље на имањима победника.
У многим заједницама, број робова је далеко премашивао број слободних људи. Према робљу се свуда поступало окрутно, али не и крајње сурово јер су били „скупоцена роба“. Ропство се појављује пре писане историје на свим континентима. После усвајања писане речи, примери ропства (укључујући и сексуално робље) бележе се међу разним племенима Арапа, Индијанаца, у Африци, на Новој Гвинеји, Новом Зеланду, Германа и Викинга.
Дужничко ропство се такође појављује јако рано. У Хомеровој Грчкој било је ретко али законито да господар бије или убије роба.

### Стари Египат
Египћани су робље доводили из ратних похода или су их куповали. У Египту није било много робља. Земљу су обрађивали слободни сељаци а упркос раширеном веровању, пирамиде су градили слободни радници. Сви робови су били у власништву Фараона и нису продавани осталим грађанима. Фараони су међутим имали обичај да покањају робље свештеницима и војсковођама. У Библији се помиње превођење „деце Израиља“ из окова у обећану земљу.

### Стари Рим
У римској Републици и раном римском царству око 15% до 20% популације били су робови, а до 2. века када су донети закони о заштити робља, робовласник је свог роба могао некажњено да убије. Због високе цене, ово је ипак била реткост, а касније је уведена и новчана казна за убиство роба. Положај роба је зависио и од врсте посла којим се бавио, те су робови који су радили у господаревој кући били у знатно бољем положају од робова земљорадника. Робови у Риму који су учествовали у побунама често су завршавали на распећу.
У античко време, ропство се често доводи у везу са чедоморством. Нежељена деца су бивала бачена а трговци би их неретко налазили, прихватали и одгајали не би ли их продали у робље. Најчешћи основ ропског положаја било је заробљавање, а касније рођење од мајке робиње. Римљани су познавали институт ослобађања од ропства, и то се најчешће постизало ослобађањем или тестаментом.

### Античка Кина
Живот роба у древној Кини је био изузетно тежак. Многе имућне кинеске фамилије су робове користиле за сваки тежи рад у пољу и кући. На двору кинеских царева било је и више хиљада робова.

### Грчка
Византија је бројала значајну популацију робова „неверника“ и „отпадника од вере“ све до 12. века који су радили како за појединце тако и за државу. Тада се јавља отпор али не добија на већем значају. Робови су често бивали кастрирани.

### Арабија
Арапи су налазили робље првенствено по насеобинама и лукама источне Африке. Ово је један од најстаријих познатих путева трговине робљем и стотинама је година старији од трансатлантске трговине коју су вршили Европљани. Робови ухваћени на обалама источне Африке завршавали су у Арабији, на блиском истоку, Персији и на индијском полуострву.
Процене броја Африканаца који су овако одведени са континента крећу се од 11 до 17 милиона од 650. to 1900. Број робова које су Европљани одвели у Америку је око 11-12 милиона од око 1500. до касних 1860-их.

### Османско царство
У Османском царству, после битака, поражени се често кастрирају као израз надмоћи. Овако кастрирани мушкарци — евнуси постају део посебног друштвеног слоја и користе се као чувари харема. Робиње су служиле често само као средство за продужетак лозе Султана, рађајући му синове и тиме јачајући његову моћ али само ако су биле за њега венчане.
Турци су у робље одводили балканске народе и народе са простора јужне Русије. Будући да је гробља у Турској било хришћанске вере, ропство је превасходно имало религијску а не расну конотацију. Елитне трупе турске војске били су јаничари и готово сви су пореклом са Балкана.

### Европска трговина робљем
Открићем Америке и стварањем првих колонија почиње око 1500. и трансатлантска трговина робљем из Африке за Америку. Одвођена су и продавана читава племена и села са простора западне Африке које чине данашње државе Гвинеја, Конго и Ангола. Укупно се ради о око 11 милиона деце, жена и мушкараца. Познати су случајеви преко 250 побуна Африканаца робова на бродовима који су их одводили у далеки Нови Свет.
Европске земље које су учествовале у овој трговини биле су Француска, Британска империја, Португал, Шпанија, Белгија, Холандија а у многим су другим државама постојале фирме које су се тиме бавиле.

## Ефекти ропства у САД
Робови су одиграли изузетно важну улогу, нарочито у економском смислу, у свим робовласничким друштвима. Таква је ситуација и са земљама као што су Бразил, Бермуда, Куба, Хаити, Јамајка, Доминиканска Република и САД.
Увоз робова у САД је забрањен 1808. до када их је неких 300.000 већ увезено. Сви каснији робови су рођени на територији САД. Нетрпељивост између робовласничког југа и напреднијег севера око питања ропства сматра се једним од узрока Америчког грађанског рата 1861.

## Покрети за укидање ропства
Током историје чињени су разни покушаји ослобађања од ропства појединих група или целога народа. Мојсије је по Библији и Тори извео из Египта сав јеврејски народ. Ово је вероватно први забележени случај ослобађања од ропства.
Када је у САД ропство укинуто, процес ослобађања све брже се ширио планетом. Међутим, тек је Конвенција о ропству коју је организовала Лига народа 1926. донела потпуни преокрет.
Члан 4. Опште декларације људских права, усвојене у Уједињеним нацијама 1948. стриктно и експлицитно забрањује ропство.
Ропство је проглашено као злочин против човечности Француским законом из 2001..
Уставом Србије из 2006. ропство је код нас забрањено највишим правним актом.

## Савремени случајеви ропства
Удружење за борбу против ропства (енгл. Anti-Slavery Society) тврди да „Иако више не постоји ни једна држава која правно познаје ропство или која би уважила тврдње неке особе о власништву над другом особом, укидање ропства не значи да га више нема“. Постоје милиони људи широм света који живе и раде — нарочито деца — у условима сличним ропству. Критичари ове организације кажу како ово представља искривљивање значења речи ропство као правне категорије.
Модерно ропство се најчешће јавља у облику дужничког ропства, принудног рада и у виду трафикинга. По проценама међународне организације рада из 2005. постојало је приближно 12,3 милиона случајева принудног рада у свету.

### Трговина људима — трафикинг
Како су већина жртава трговине људима жене и деца која се терају на проституцију, трговина људима (која се често назива „трафикинг“ или „секс трафикинг“ па и трговина белим робљем), није исто што и кријумчарење људи. Кријумчар ће некога уз новчану надокнаду илегално увести у неку земљу али су они од тог тренутка слободни. Жртве трефикинга су поробљене. Оне на то нису пристале већ су преварене разним лажним обећањима или су приморане милом или силом.
Тачне бројке жртава трговине људима нису познате али процена је америчке владе да међународне границе пређе до 900.000 њих годишње. У овај број не улазе оне којима се тргује унутар једне земље.

## Хронологија укидања ропства
| Држава                                | Датум      | Информације                                                                                  |
| ------------------------------------- | ---------- | -------------------------------------------------------------------------------------------- |
| Јапан                                 | 1588       | Тојотоми Хидејоши наређује укидање ропства.                                                  |
| Канада                                | 1810       | Укида ропство 1793. под влашћу Сер Џон Грејвс Синкоа, али није ослободила све робове до 1810 |
| Чиле                                  | 1823       | Конгрес усваја потпуну прохибицију ропства                                                   |
| Велика Британија                      | 1807-1834  | 1807. укинута трговина робљем у матици; 1834. у целом царству                                |
| Србија                                | 1835       | Сретењским уставом укинуто ропство                                                           |
| Тринидад и Тобаго, Јамајка, Барбадос, | 1838       |                                                                                              |
| Француска                             | 1794, 1848 |                                                                                              |
| Венецуела                             | 1854       |                                                                                              |
| САД                                   | 1791-1865  |                                                                                              |
| Португал                              | 1761-1869  | укинуто у европском делу 1761. У афричким колонијама 1869.                                   |
| Русија                                | 1861       | Еманципација Цара Александра II                                                              |
| Куба                                  | 1886       | док је још увек била шпанска колонија                                                        |
| Бразил                                | 1888       | Последњи из северне и јужне Америке                                                          |
| Саудијска Арабија                     | 1962       |                                                                                              |
| Мауританија                           | 1981       | Извештаји говоре да још постоји                                                              |

## Познати људи који су били робови
- Мигел Сервантес, написао Дон Кихота
- Езоп, грчки писац, познат по баснама
- Спартак вођа побуњених робова у античкој Грчкој
- Филис Витли, амерички писац
- Султанија Хурем, венчана супруга османског султана Сулејмана I и мајка петоро његове деце, отета од своје породице и продата као робиња у Сулејманов харем.

### Видео и аудио
- Видео о дечјем ропству на Блиском истоку